# Демидівська сільська рада (Великолепетиський район)
Деми́дівська сільська́ ра́да — адміністративно-територіальна одиниця та орган місцевого самоврядування в Великолепетиському районі Херсонської області. Адміністративний центр — село Демидівка.

## Загальні відомості
Демидівська сільська рада утворена 19 вересня 1986 року.
- Територія ради: 1,455 км²
- Населення ради: 680 осіб (станом на 2001 рік)

## Населені пункти
Сільській раді були підпорядковані населені пункти:
- с. Демидівка
- с. Запоріжжя

## Склад ради
Рада складалася з 12 депутатів та голови.
- Голова ради: Новак Володимир Миколайович
- Секретар ради: Місевич Людмила Іванівна

### Керівний склад попередніх скликань
| Прізвище, ім'я, по батькові | Основні відомості                                                         | Дата обрання | Дата звільнення |
| --------------------------- | ------------------------------------------------------------------------- | ------------ | --------------- |
| Новак Володимир Миколайович | Сільський голова, 1970 року народження, освіта вища, позапартійна         | 06.04.2006   | 17.11.2010      |
| Новак Володимир Миколайович | Сільський голова, 1970 року народження, освіта вища, член партії регіонів | 17.11.2010   | 11.11.2015      |
| Новак Володимир Миколайович | Сільський голова, 1970 року народження, освіта вища, позапартійний        | 11.11.2015   | 26.11.2020      |

Примітка: таблиця складена за даними сайту Верховної Ради України

### Депутати
За результатами місцевих виборів 2010 року депутатами ради стали:

#### За суб'єктами висування
| Суб'єкт висування                                       | Кількість обраних депутатів | %    |
| ------------------------------------------------------- | --------------------------- | ---- |
| Комуністична партія України                             | 4                           | 33,3 |
| Самовисування                                           | 3                           | 25   |
| Партія регіонів                                         | 2                           | 16,7 |
| Політична партія Всеукраїнське об'єднання «Батьківщина» | 2                           | 16,7 |
| Народна партія                                          | 1                           | 8,3  |

#### За округами
| № округу                                                | Прізвище, ім'я, по батькові    | Дата визнання обраним | Освіта             | Партійна приналежність                        | Відомості про обраного депутата                   |
| ------------------------------------------------------- | ------------------------------ | --------------------- | ------------------ | --------------------------------------------- | ------------------------------------------------- |
| Комуністична партія України                             |                                |                       |                    |                                               |                                                   |
| 1                                                       | Дурнєва Валентина Павлівна     | 01.11.2010            | середня спеціальна | позапартійна                                  | тимчасово не працює                               |
| 5                                                       | Головка Ганна Василівна        | 01.11.2010            | середня            | позапартійна                                  | Демидівський відділ зв'язку, завідувач            |
| 7                                                       | Веретеник Марина Володимирівна | 01.11.2010            | вища               | позапартійна                                  | тимчасово не працює                               |
| 9                                                       | Щербаков Олег Анатолійович     | 01.11.2010            | середня            | позапартійний                                 | Запорізька загальноосвітня школа І ст., охоронник |
| Народна Партія                                          |                                |                       |                    |                                               |                                                   |
| 8                                                       | Музика Володимир Іванович      | 27.12.2010            | вища               | член Народної партії                          | приватний підприємець                             |
| Партія регіонів                                         |                                |                       |                    |                                               |                                                   |
| 2                                                       | Біблів Людмила Омелянівна      | 01.11.2010            | середня спеціальна | член Партії регіонів                          | Демидівська сільська рада, секретар               |
| 12                                                      | Ревіцький Сергій Анатолійович  | 01.11.2010            | вища               | позапартійний                                 | СП Рубанівське, завідувач током                   |
| Політична партія Всеукраїнське об'єднання «Батьківщина» |                                |                       |                    |                                               |                                                   |
| 3                                                       | Місєвич Людмила Іванівна       | 01.11.2010            | вища               | член Всеукраїнського об'єднання «Батьківщина» | Демидівська сільська рада, землевпорядник         |
| 4                                                       | Стельмах Лариса Володимирівна  | 01.11.2010            | середня спеціальна | член Всеукраїнського об'єднання «Батьківщина» | Демидівська сільська рада, головний бухгалтер     |
| Самовисування                                           |                                |                       |                    |                                               |                                                   |
| 6                                                       | Олянін Євген Олександрович     | 01.11.2010            | середня спеціальна | позапартійний                                 | тимчасово не працює                               |
| 10                                                      | Ревіцька Ніна Олексіївна       | 01.11.2010            | середня спеціальна | член Єдиного Центру                           | пенсіонер                                         |
| 11                                                      | Лучинець Тетяна Олександрівна  | 27.12.2010            | середня            | позапартійна                                  | домогосподарка                                    |

## Населення
Згідно з переписом УРСР 1989 року чисельність наявного населення сільської ради становила 739 осіб, з яких 362 чоловіки та 377 жінок.
За переписом населення України 2001 року в сільській раді мешкали 662 особи.

### Мова
Розподіл населення за рідною мовою за даними перепису 2001 року:
| Мова       | Відсоток |
| ---------- | -------- |
| українська | 80,59 %  |
| російська  | 16,47 %  |
| білоруська | 1,32 %   |
| молдовська | 1,03 %   |
| болгарська | 0,15 %   |
| вірменська | 0,15 %   |
| польська   | 0,15 %   |